# José César Ferreira Gil
José César Ferreira Gil (Celorico da Beira, 1 de novembro de 1858 — Lisboa, 15 de agosto de 1922) foi um militar e historiador militar que se notabilizou como comandante de uma das Forças Expedicionárias a Moçambique que durante a Primeira Guerra Mundial combateram no Triângulo de Quionga e nos territórios do norte de Moçambique ao longo do rio Rovuma contra as forças alemães da Schutztruppe da África Oriental Alemã comandadas por Paul Emil von Lettow-Vorbeck.

## Biografia
José César Ferreira Gil nasceu a 1 de novembro de 1858 em Celorico da Beira, actual distrito da Guarda.
Depois de realizar estudos preparatórios, Ferreira Gil frequentou a Escola do Exército no período de 1876 a 1878, sendo promovido a alferes efectivo em outubro de 1881.
No desenvolvimento da sua carreira dedicou grandes períodos ao ensino e à formação militares que culminou com a sua colocação no ano de 1899 como comandante da Companhia Normal de Instrução da Escola Prática de Infantaria, em Mafra, uma unidade militar que então servia para experimentar, estudar e normalizar os regulamentos e as tácticas a utilizar pelo infantaria do Exército Português.
Seguidamente foi comandante da companhia de alunos da Escola do Exército e, já promovido a major, segundo-comandante da Escola Prática de Infantaria, em Mafra. Mantendo-se no ensino militar, no ano de 1905 foi nomeado professor do Colégio Militar. Simultaneamente dedicou-se à historiografia musical, ganhando grande reputação nesse campo.
Tendo aderido ao ideário republicano, foi um dos militares que apoiaram a Implantação da República Portuguesa a 5 de outubro de 1910. Promovido a coronel no ano de 1911, abandonou o ensino e foi colocado como comandante do Regimento de Infantaria n.º 29, então com quartel em Braga.
Ao comando do Regimento de Infantaria n.º 29 subjugou um motim pró-monárquico que envolvia militares daquela unidade, durante o qual foi ferido. Por esse seu acto de bravura foi condecorado com a Medalha de Valor Militar em prata e nomeado director do Colégio Militar, reingressando na docência do ensino militar.
No ano de 1915, quando a eventual entrada de Portugal na Primeira Guerra Mundial já dominava a discussão política, foi promovido a general. Quando chegaram a Lisboa as notícias que a segundas das Forças Expedicionárias a Moçambique não tivera sucesso contra as forças alemães na região do rio Rovuma, então na fronteira com o Triângulo de Quionga, foi encarregado de organizar a terceira expedição, a qual seria a maior expedição militar enviada para as colónias africanas no decurso da Primeira Guerra Mundial. Apesar de ter escrito ao Governo informando que não se achava verdadeiramente preparado para a missão, dado não conhecer o teatro de guerra africano e não ter experiência de comando operacional, nem os seus estudos profissionais, em matéria de história militar, se orientarem nesse ramo de conhecimentos militares.
Apesar da excusa, que seria tornada pública em dezembro de 1917, quando o Governo caiu e o novo ministro procurou tirar efeitos políticos contra o seu antecessor, foi mantido no comando da expedição, alegadamente por ser considerado muito disciplinador, o que era justificado pela medalha de Valor Militar que recebera.
Esta preocupação de manter a disciplina justificava-se pelo facto das expedições anteriores terem tido graves problemas de insubordinação e de desorganização interna, o que levara a uma taxa de baixas anormal porque não podiam ser imputadas ao inimigo.
Em consequência da crónica instabilidade política e da escassez de meios, o que obrigou à incorporação na nova expedição de forças da expedição anterior, que já estavam completamente esgotadas, foi num ambiente conturbado, e já rodeada de controvérsia, que a expedição acabou de sair de Lisboa, a 3 de junho de 1916.
Tendo chegado a Palma, no norte de Moçambique, entre 3 e 5 de julho imediatos, encontraram o desembarcadouro muito assoreada e sem cais. O desembarque foi extenuante e apesar de dirigido infatigavelmente pelo tenente de marinha João Belo, deixou a expedição ainda mais desorganizada e desmoralizada. Ao desembarque seguiu-se uma difícil marcha para norte, a 19 de setembro, as forças expedicionárias iniciara a invasão da África Oriental Alemã, a colónia germânica que deu origem à actual Tanzânia.
As operações foram desastrosas e apenas serviram para provocar a subsequente invasão alemã da colónia portuguesa. Derrotada a expedição, Ferreira Gil partiu de Moçambique para Portugal a 10 de outubro de 1916, alegando doença, sendo substituído no comando das forças pelo governador-geral de Moçambique, Álvaro de Castro.
Regressado a Portugal foi colocado no cargo de director da 1.ª Direcção Geral da Secretaria da Guerra, funções que exercia quando faleceu.
José César Ferreira Gil morreu a 15 de agosto de 1922, em  Lisboa.
Deixou uma importante obra publicada, em boa parte dispersa na Revista de Infantaria e na Revista Militar, para as quais colaborou com artigos técnicos e de história militar. Publicou a obra A Infantaria Portuguesa na Guerra da Península, lançada no âmbito das comemorações do primeiro centenário da Guerra Peninsular.

## Condecorações
- Grande-Oficial da Ordem Militar de Avis (6 de janeiro de 1919)[1]
- Grande-Oficial da Ordem Militar de Sant'Iago da Espada (15 de fevereiro de 1919)[1]
- Grã-Cruz da Ordem Militar de Cristo (28 de junho de 1919)[1]
- Grã-Cruz da Ordem Militar de Avis (31 de dezembro de 1920)[1]